# تیاگو سیلوا
تیاگو امیلیانو دا سیلوا (پرتغالی برزیلی:[tʃiˈaɡu ẽmiliˈɐ̃nu dɐ ˈsiwvɐ]؛ زاده ۲۲ سپتامبر ۱۹۸۴ در ریو دو ژانیرو) که بیشتر با نام تیاگو سیلوا شناخته می‌شود، مدافع میانی برزیلی است. او هم‌اکنون برای باشگاه فلومیننزه بازی می‌کند. او یکی بهترین مدافعان نسل خود و تاریخ فوتبال به‌شمار می‌رود.

## زندگی ورزشی
سیلوا بعد از رفتن به اروپا، در سال ۲۰۰۹ به باشگاه آ.ث. میلان پیوست و نمایش خوبی در پست دفاع داشت. او خود را به عنوان یکی از مدافعان قابل‌اتکا به دنیا معرفی کرد و در فصل ۲۰۱۰–۲۰۱۱، عنوان قهرمانی سری آ را همراه با آ.ث. میلان کسب کرد.
تیاگو سیلوا توسط دونگا برای المپیک ۲۰۰۸ دعوت شد. او به همراه رونالدینیو یکی از دو بازیکن بالای ۲۳ سال تیم بود و سه بازی انجام داد. قبل از المپیک او فقط دو بازی مقابل سنگاپور و ویتنام انجام داده بود. تیاگو سیلوا برای بازی دوستانه برزیل مقابل ایتالیا در ورزشگاه امارات دعوت شد (۱۰ فوریه ۲۰۰۹) و در دقیقه ۷۷ جانشین خوان شد. او پس از چندی در بازی برزیل مقابل انگلیس در ۹ اکتبر مقابل انگلیس نیز دعوت شد. او توسط دونگا برای جام جهانی ۲۰۱۰ دعوت شد. او در حال حاضر با ۱۱۳ بازی ملی و ۷ گل زده مدافع اول و کاپیتان تیم ملی برزیل محسوب می‌شود.

## آمار باشگاهی
تا تاریخ ۱۳ فوریه ۲۰۲۴
| عملکرد             | عملکرد             | عملکرد             | لیگ         | لیگ         | جام      | جام      | قاره‌ای | قاره‌ای | سایر | سایر | مجموع | مجموع |
| فصل                | باشگاه             | لیگ                | بازی        | گل          | بازی     | گل       | بازی   | گل     | بازی | گل   | بازی  | گل    |
| —                  | —                  | —                  | لیگ باشگاهی | لیگ باشگاهی | جام حذفی | جام حذفی | اروپا  | اروپا  | دیگر | دیگر | مجموع | مجموع |
| ------------------ | ------------------ | ------------------ | ----------- | ----------- | -------- | -------- | ------ | ------ | ---- | ---- | ----- | ----- |
| ۲۰۰۹–۲۰۱۰          | میلان              | سری آ              | ۳۳          | ۲           | ۰        | ۰        | ۷      | ۰      | ۰    | ۰    | ۴۰    | ۲     |
| ۲۰۱۰–۲۰۱۱          | میلان              | سری آ              | ۳۳          | ۱           | ۳        | ۰        | ۶      | ۰      | ۰    | ۰    | ۴۲    | ۱     |
| ۲۰۱۱–۲۰۱۲          | میلان              | سری آ              | ۲۷          | ۲           | ۳        | ۰        | ۷      | ۱      | ۰    | ۰    | ۳۷    | ۳     |
| مجموع میلان        | مجموع میلان        | مجموع میلان        | ۹۳          | ۵           | ۶        | ۰        | ۲۰     | ۱      | ۰    | ۰    | ۱۱۹   | ۶     |
| ۲۰۱۲–۲۰۱۳          | پاری سن ژرمن       | لیگ۱               | ۲۲          | ۰           | ۱        | ۰        | ۹      | ۲      | ۲    | ۱    | ۳۴    | ۳     |
| ۲۰۱۳–۲۰۱۴          | پاری سن ژرمن       | لیگ۱               | ۲۸          | ۳           | ۲        | ۰        | ۷      | ۰      | ۵    | ۰    | ۴۲    | ۳     |
| ۲۰۱۴–۲۰۱۵          | پاری سن ژرمن       | لیگ۱               | ۲۶          | ۱           | ۵        | ۰        | ۶      | ۱      | ۳    | ۰    | ۴۰    | ۲     |
| ۲۰۱۵–۲۰۱۶          | پاری سن ژرمن       | لیگ۱               | ۳۰          | ۱           | ۴        | ۰        | ۹      | ۰      | ۳    | ۰    | ۴۶    | ۱     |
| ۲۰۱۶–۲۰۱۷          | پاری سن ژرمن       | لیگ۱               | ۲۷          | ۳           | ۳        | ۱        | ۷      | ۰      | ۳    | ۲    | ۴۰    | ۶     |
| ۲۰۱۷–۲۰۱۸          | پاری سن ژرمن       | لیگ۱               | ۲۵          | ۱           | ۵        | ۰        | ۶      | ۰      | ۳    | ۰    | ۳۹    | ۱     |
| ۲۰۱۸–۲۰۱۹          | پاری سن ژرمن       | لیگ۱               | ۲۵          | ۰           | ۴        | ۰        | ۷      | ۰      | ۳    | ۰    | ۳۹    | ۰     |
| ۲۰۱۹–۲۰۲۰          | پاری سن ژرمن       | لیگ۱               | ۲۱          | ۰           | ۳        | ۱        | ۹      | ۰      | ۲    | ۰    | ۳۵    | ۱     |
| مجموع پاری سن ژرمن | مجموع پاری سن ژرمن | مجموع پاری سن ژرمن | ۲۰۴         | ۹           | ۲۷       | ۲        | ۶۰     | ۳      | ۲۴   | ۳    | ۳۱۵   | ۱۷    |
| ۲۰۲۰–۲۰۲۱          | چلسی               | لیگ جزیره          | ۲۳          | ۲           | ۲        | ۰        | ۸      | ۰      | ۱    | ۰    | ۳۴    | ۲     |
| ۲۰۲۱–۲۰۲۲          | چلسی               | لیگ جزیره          | ۳۲          | ۳           | ۳        | ۰        | ۹      | ۰      | ۴    | ۰    | ۴۸    | ۳     |
| ۲۰۲۲–۲۰۲۳          | چلسی               | لیگ جزیره          | ۲۷          | ۰           | ۰        | ۰        | ۸      | ۰      | ۰    | ۰    | ۳۵    | ۰     |
| ۲۰۲۳–۲۰۲۴          | چلسی               | لیگ جزیره          | ۲۳          | ۲           | ۳        | ۱        | ۰      | ۰      | ۳    | ۰    | ۲۹    | ۳     |
| مجموع چلسی         | مجموع چلسی         | مجموع چلسی         | ۱۰۵         | ۷           | ۸        | ۱        | ۲۵     | ۰      | ۸    | ۰    | ۱۴۶   | ۸     |
| مجموع آمار         | مجموع آمار         | مجموع آمار         | ۴۰۲         | ۲۱          | ۴۱       | ۳        | ۱۰۵    | ۴      | ۳۲   | ۳    | ۵۸۰   | ۳۱    |

## آمار ملی

### بازی‌های ملی
تا تاریخ ۹ دسامبر ۲۰۲۲
| برزیل | برزیل | برزیل | برزیل  |
| سال   | بازی  | گل    | پاس گل |
| ----- | ----- | ----- | ------ |
| ۲۰۰۸  | ۳     | ۰     | ۰      |
| ۲۰۰۹  | ۳     | ۰     | ۰      |
| ۲۰۱۰  | ۵     | ۰     | ۰      |
| ۲۰۱۱  | ۱۳    | ۰     | ۰      |
| ۲۰۱۲  | ۸     | ۱     | ۰      |
| ۲۰۱۳  | ۱۲    | ۱     | ۰      |
| ۲۰۱۴  | ۹     | ۱     | ۲      |
| ۲۰۱۵  | ۶     | ۱     | ۰      |
| ۲۰۱۶  | ۱     | ۰     | ۰      |
| ۲۰۱۷  | ۷     | ۱     | ۰      |
| ۲۰۱۸  | ۱۰    | ۱     | ۱      |
| ۲۰۱۹  | ۱۲    | ۱     | ۰      |
| ۲۰۲۰  | ۴     | ۰     | ۰      |
| ۲۰۲۱  | ۹     | ۰     | ۰      |
| ۲۰۲۲  | ۱۱    | ۰     | ۱      |
| مجموع | ۱۱۳   | ۷     | ۴      |

### گل‌های ملی
| شماره | تاریخ           | میزبان      | بازی ملی | حریف     | نتیجه | رقابت                |
| ----- | --------------- | ----------- | -------- | -------- | ----- | -------------------- |
| ۱     | ۳۰ مه ۲۰۱۲      | رادرفورد    | ۲۷       | آمریکا   | ۴–۱   | دوستانه              |
| ۲     | ۱۰ سپتامبر ۲۰۱۳ | فاکسبرو     | ۴۳       | پرتغال   | ۳–۱   | دوستانه              |
| ۳     | ۴ ژوئیه ۲۰۱۴    | فورتالزا    | ۵۱       | کلمبیا   | ۲–۱   | جام جهانی ۲۰۱۴ برزیل |
| ۴     | ۲۱ ژوئیه ۲۰۱۵   | سانتیاگو    | ۵۸       | ونزوئلا  | ۲–۱   | کوپا آمریکا ۲۰۱۵     |
| ۵     | ۱۳ ژوئن ۲۰۱۷    | ملبورن      | ۶۳       | استرالیا | ۴–۰   | دوستانه              |
| ۶     | ۲۷ ژوئن ۲۰۱۸    | مسکو        | ۷۴       | صربستان  | ۲–۰   | جام جهانی ۲۰۱۸ روسیه |
| ۷     | ۹ ژوئن ۲۰۱۹     | پورتو آلگری | ۷۹       | هندوراس  | ۷–۰   | دوستانه              |

## افتخارات
میلان
- سری آ (۱):۲۰۱۱–۲۰۱۰
- سوپر جام فوتبال ایتالیا (۱): ۲۰۱۱

پاری سن ژرمن
- لیگ ۱ (۷): ۲۰۱۳–۲۰۱۲ ۲۰۱۳–۲۰۱۴، ۲۰۱۴–۲۰۱۵، ۲۰۱۵–۲۰۱۶، ۲۰۱۷–۲۰۱۸، ۲۰۱۸–۲۰۱۹، ۲۰۱۹–۲۰۲۰
- جام حذفی فوتبال فرانسه (۶): ۲۰۱۴–۲۰۱۳، ۲۰۱۵–۲۰۱۴، ۲۰۱۶–۲۰۱۵، ۲۰۱۷–۲۰۱۶، ۲۰۱۸–۲۰۱۷، ۲۰۲۰–۲۰۱۹
- جام اتحادیه باشگاه‌های فرانسه (۶): ۲۰۱۴–۲۰۱۳، ۲۰۱۵–۲۰۱۴، ۲۰۱۶–۲۰۱۵، ۲۰۱۷–۲۰۱۶، ۲۰۱۸–۲۰۱۷، ۲۰۲۰–۲۰۱۹
- سوپر جام فوتبال فرانسه (۷): ۲۰۱۳، ۲۰۱۴، ۲۰۱۵، ۲۰۱۶، ۲۰۱۷،

۲۰۱۸، ۲۰۱۹
- لیگ قهرمانان اروپا: ۲۰–۲۰۱۹ نایب قهرمان

چلسی
- لیگ قهرمانان اروپا (۱): ۲۱–۲۰۲۰
- سوپر جام اروپا (۱): ۲۰۲۱
- جام باشگاه‌های جهان (۱): ۲۰۲۱

برزیل
- کوپا آمریکا (۱): ۲۰۱۹
  - نایب قهرمان ۲۰۲۱
- جام کنفدراسیون‌ها (۱): ۲۰۱۳